# 10 kopiejek – 20 groszy 1842
10 kopiejek – 20 groszy 1842 – dwunominałowa moneta o wartości dziesięciu kopiejek i jednocześnie dwudziestu groszy, przygotowana dla Królestwa Kongresowego w konsekwencji ukazu carskiego z 15 października 1841 r., unifikującego z dniem 1 stycznia 1842 r. systemy monetarne Królestwa i Imperium Rosyjskiego. Bito ją w mennicy w Warszawie, w srebrze, z datą 1842, według rosyjskiego systemu wagowego – zołotnikowego, opartego na funcie rosyjskim.
Moneta w większości opracowań klasyfikowana jest jako próbna, podobnie jak dwunominałowe 5 kopiejek – 10 groszy 1842.

## Awers
Na tej stronie umieszczono orła cesarstwa rosyjskiego – dwugłowy orzeł z trzema koronami, w prawej łapie trzyma miecz i berło, w lewej jabłko królewskie, na piersi tarcza herbowa ze Św. Jerzym bez płaszcza na koniu powalającym smoka, wokół tarczy łańcuch z krzyżem Św. Andrzeja, na skrzydłach orła sześć tarcz z herbami – z lewej strony Kazania, Astrachania, Syberii, z prawej strony Królestwa Polskiego, Krymu i Wielkiego Księstwa Finlandii. Na dole, po obu stronach ogona orła, znajduje się znak mennicy w Warszawie – litery M W, całość w otoku z perełek.

## Rewers
Na tej stronie umieszczono nominał „10", pod nim „КОПѢЕКЪ”, poniżej nominał „20", pod nim „GROSZY”, poniżej data roczna – „1842", całość w otoku z perełek

## Opis
Monetę bito w mennicy w Warszawie, w srebrze próby 868, na krążku o średnicy 18 mm, masie 2,07 grama, z rantem skośnie wklęsło ząbkowanym, w nieznanym nakładzie. Według sprawozdań mennicy w latach 1842–1850 ani jednego egzemplarza monety nie wypuszczono do obiegu.
Stopień rzadkości przypisywany monecie to R5 (25–120 sztuk).
W numizmatyce rosyjskiej zaliczana jest do kategorii monet Mikołaja I.
W opracowaniu z 1902 r. autorstwa Karola Plage obydwie monety, tzn.:
- 5 kopiejek – 10 groszy 1842
- 10 kopiejek – 20 groszy 1842

określane są jako „Monety próbne wykonane przez Majnerta”. Józef Majnert pracował w mennicy w Warszawie do 1851 r. Nie ma ostatecznej pewności, czy informacja podana przez Karola Plage oznacza, że monety jako próbne zostały wykonane przez Józefa Majnerta w ramach przygotowań do wdrożenia w życie ukazu carskiego z 15 października 1841 r., czy też były znakomicie wykonanymi przez fałszerza wyrobami fantazyjnymi na bazie oficjalnych pism krążących między Petersburgiem a Warszawą dotyczących wzorów nowych monet dwunominałowych.
W pracy Jerzego Romanowa z 1893 r., między wieloma źródłowymi dokumentami, zamieszczona jest kopia pisma z dnia 7 lipca 1859 r. dyrekcji mennicy w Warszawie adresowanego do Muzeum w Ermitażu, informującego o przesłaniu brakujących w kolekcji muzealnej roczników monet wybitych nad Wisłą. W piśmie tym, w jednym zdaniu, wymienione są monety 5- i 10-kopiejekowe w srebrze z 1842 r. jako monety „wzorowe”, czyli najprawdopodobniej próbne. Chociaż explicite nie są wymieniane monety dwunominałowe, to jednak można przypuszczać, że chodzi właśnie o nie.